# Grand Prix automobile d'Allemagne 1969
Résultats du Grand Prix d'Allemagne de Formule 1 1969 qui a eu lieu sur le Nürburgring le 3 août 1969.

## Classement

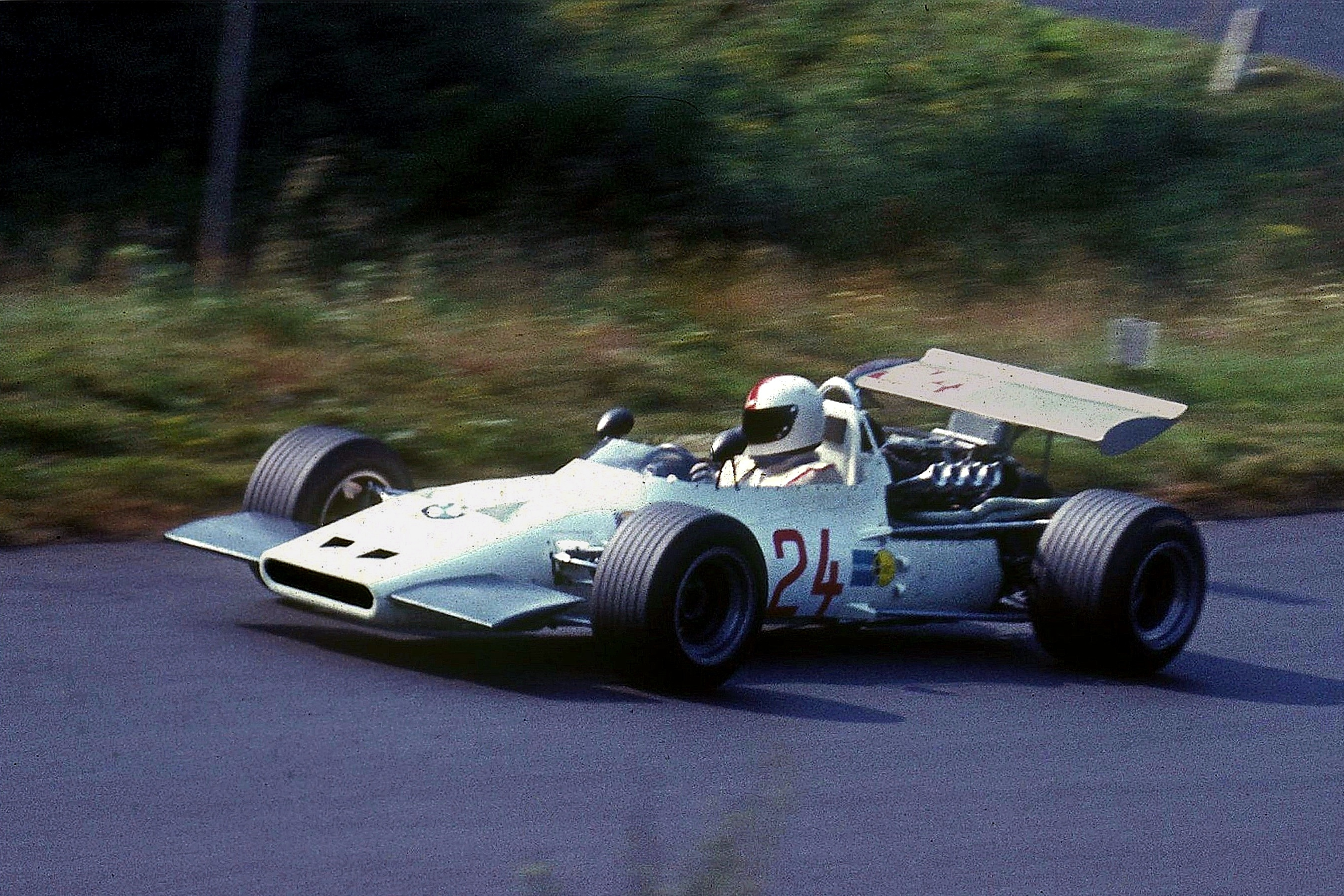
Gerhard Mitter peu avant son décès lors des essais

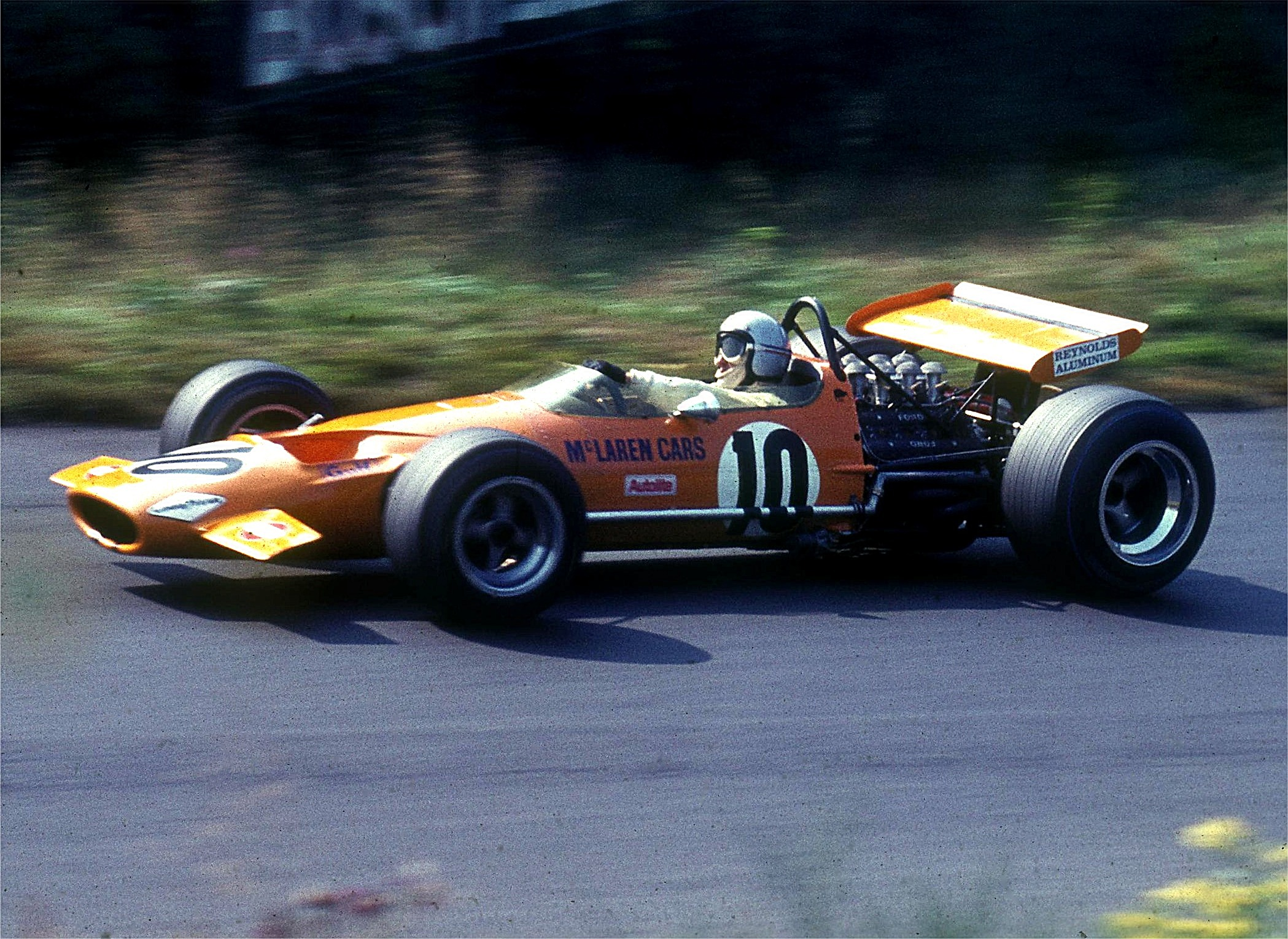
Bruce McLaren a la conquête de la troisième place

| Pos  | N° | Pilote               | Écurie                  | Tours | Temps/Abandon              | Grille | Points |
| ---- | -- | -------------------- | ----------------------- | ----- | -------------------------- | ------ | ------ |
| 1    | 6  | Jacky Ickx           | Brabham-Ford BT26A      | 14    | 1 h 49 min 55 s 4          | 1      | 9      |
| 2    | 7  | Jackie Stewart       | Matra-Ford MS80         | 14    | + 57 s 7                   | 2      | 6      |
| 3    | 10 | Bruce McLaren        | McLaren-Ford M7C        | 14    | + 3 min 21 s 6             | 8      | 4      |
| 4    | 2  | Graham Hill          | Lotus-Ford 49B          | 14    | + 3 min 58 s 8             | 9      | 3      |
| 5    | 26 | Henri Pescarolo      | Matra-Ford MS7 (F2)     | 14    | Vainqueur F2               | 13     |        |
| 6    | 29 | Richard Attwood      | Brabham-Ford BT30 (F2)  | 13    | -                          | 20     |        |
| 7    | 20 | Kurt Ahrens          | Brabham-Ford BT30 (F2)  | 13    | -                          | 19     |        |
| 8    | 22 | Rolf Stommelen       | Lotus-Ford 59B (F2)     | 13    | -                          | 22     |        |
| 9    | 31 | Peter Westbury       | Brabham-Ford BT30 (F2)  | 13    | -                          | 18     |        |
| 10   | 30 | Xavier Perrot        | Brabham-Ford BT23C (F2) | 13    | -                          | 24     |        |
| 11   | 11 | Jo Siffert           | Lotus-Ford 49B          | 12    | Suspension                 | 4      | 2      |
| 12   | 8  | Jean-Pierre Beltoise | Matra-Ford MS80         | 12    | Suspension                 | 10     | 1      |
| Abd. | 9  | Denny Hulme          | McLaren-Ford M7A        | 11    | Transmission               | 5      |        |
| Abd. | 15 | Jackie Oliver        | BRM P138                | 11    | Fuite d'huile              | 16     |        |
| Abd. | 2  | Jochen Rindt         | Lotus-Ford 49B          | 10    | Allumage                   | 3      |        |
| Abd. | 28 | François Cevert      | Tecno-Ford (F2)         | 9     | Transmission               | 14     |        |
| Abd. | 27 | Johnny Servoz-Gavin  | Matra-Ford MS7 (F2)     | 6     | Moteur                     | 12     |        |
| Abd. | 16 | Jo Bonnier           | Lotus-Ford 49B          | 4     | Fuite d'essence            | 23     |        |
| Abd. | 17 | Piers Courage        | Brabham-Ford BT26A      | 1     | Accident                   | 7      |        |
| Abd. | 12 | Vic Elford           | McLaren-Ford M7A        | 0     | Accident                   | 6      |        |
| Abd. | 3  | Mario Andretti       | Lotus-Ford 63 4WD       | 0     | Accident                   | 15     |        |
| Np.  | 14 | John Surtees         | BRM P139                | -     | Non partant                | 11     |        |
| Np.  | 24 | Gerhard Mitter       | BMW 269 (F2)            | -     | Accident mortel aux essais | 25     |        |
| Np.  | 23 | Hubert Hahne         | BMW 269 (F2)            | -     | Non partant                | 17     |        |
| Np.  | 25 | Dieter Quester       | BMW 269 (F2)            | -     | Non partant                | 21     |        |
| Np.  | 21 | Hans Herrmann        | Lotus-Ford 59B (F2)     | -     | Non partant                | -      |        |

Légende :
- Abd.=Abandon.

## Pole position et record du tour

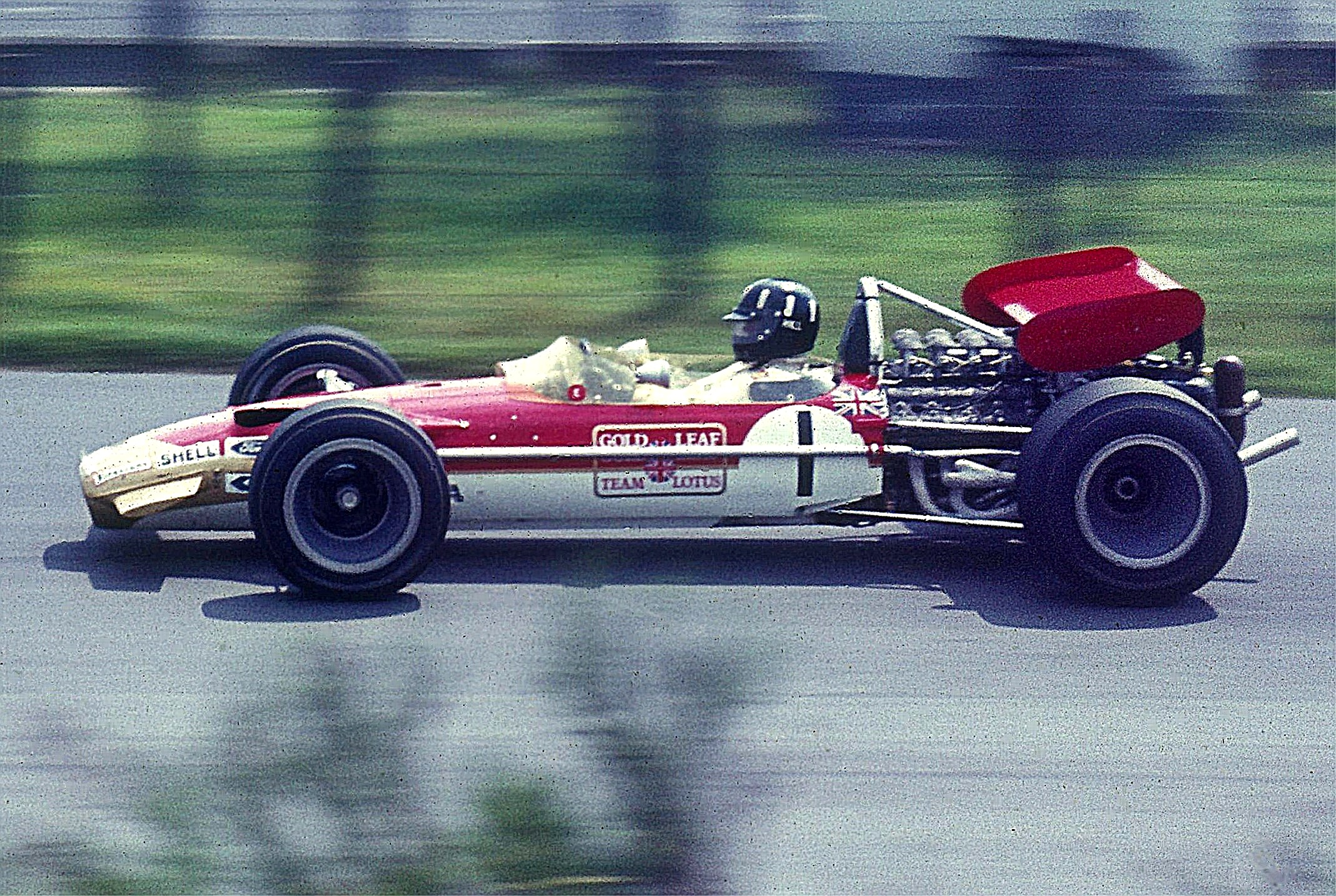
Graham Hill se classe quatrième

- Pole Position : Jacky Ickx en 7 min 42 s 1 (vitesse moyenne : 177,897 km/h).
- Tour le plus rapide : Jacky Ickx en 7 min 43 s 8 au 7e tour (vitesse moyenne : 177,245 km/h).

## Tours en tête

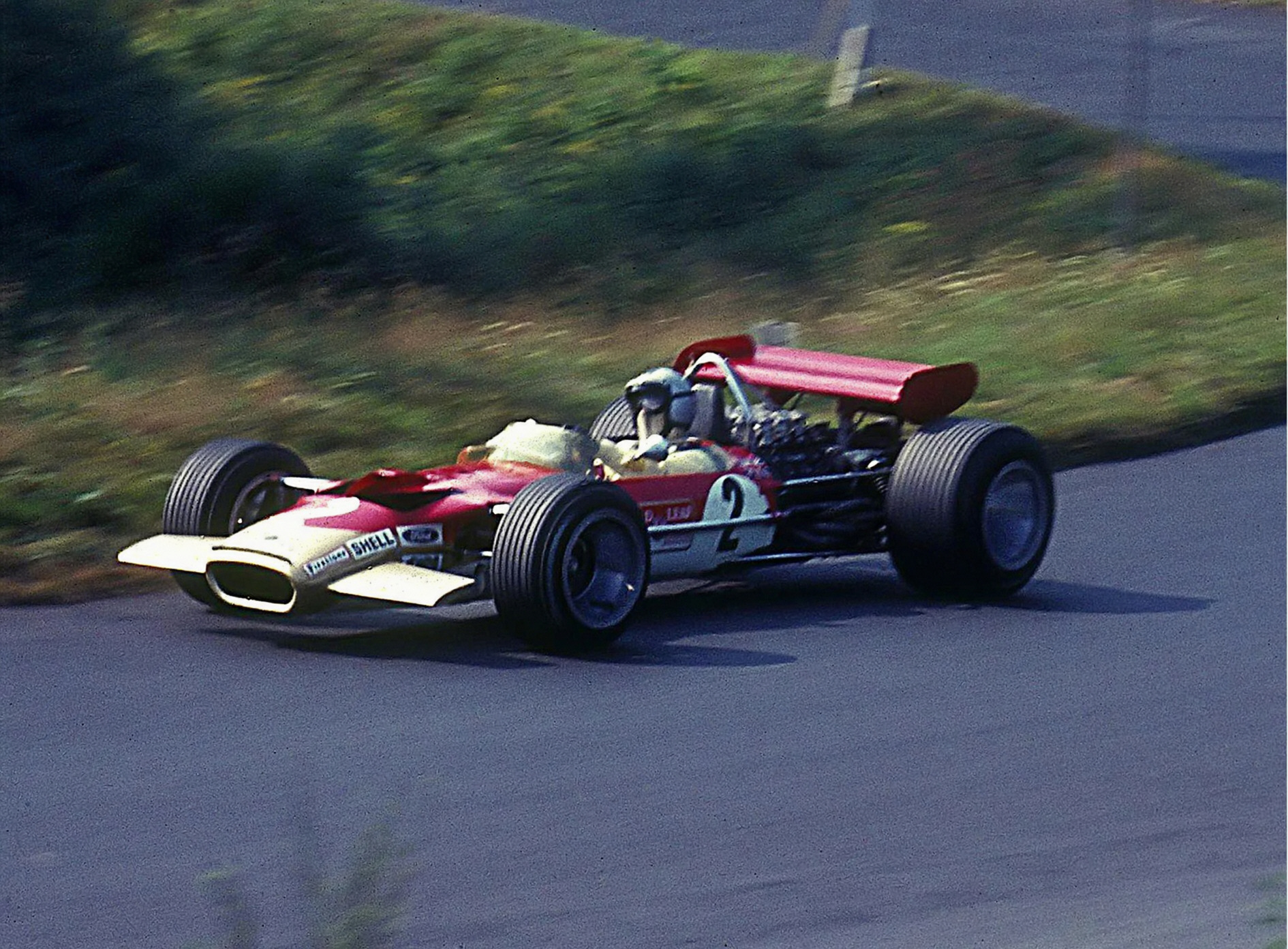
Jochen Rindt abandonne au 10e tour

- Jackie Stewart 6 (1-6)
- Jacky Ickx 8 (7-14)

## À noter
- 2e victoire pour Jacky Ickx.

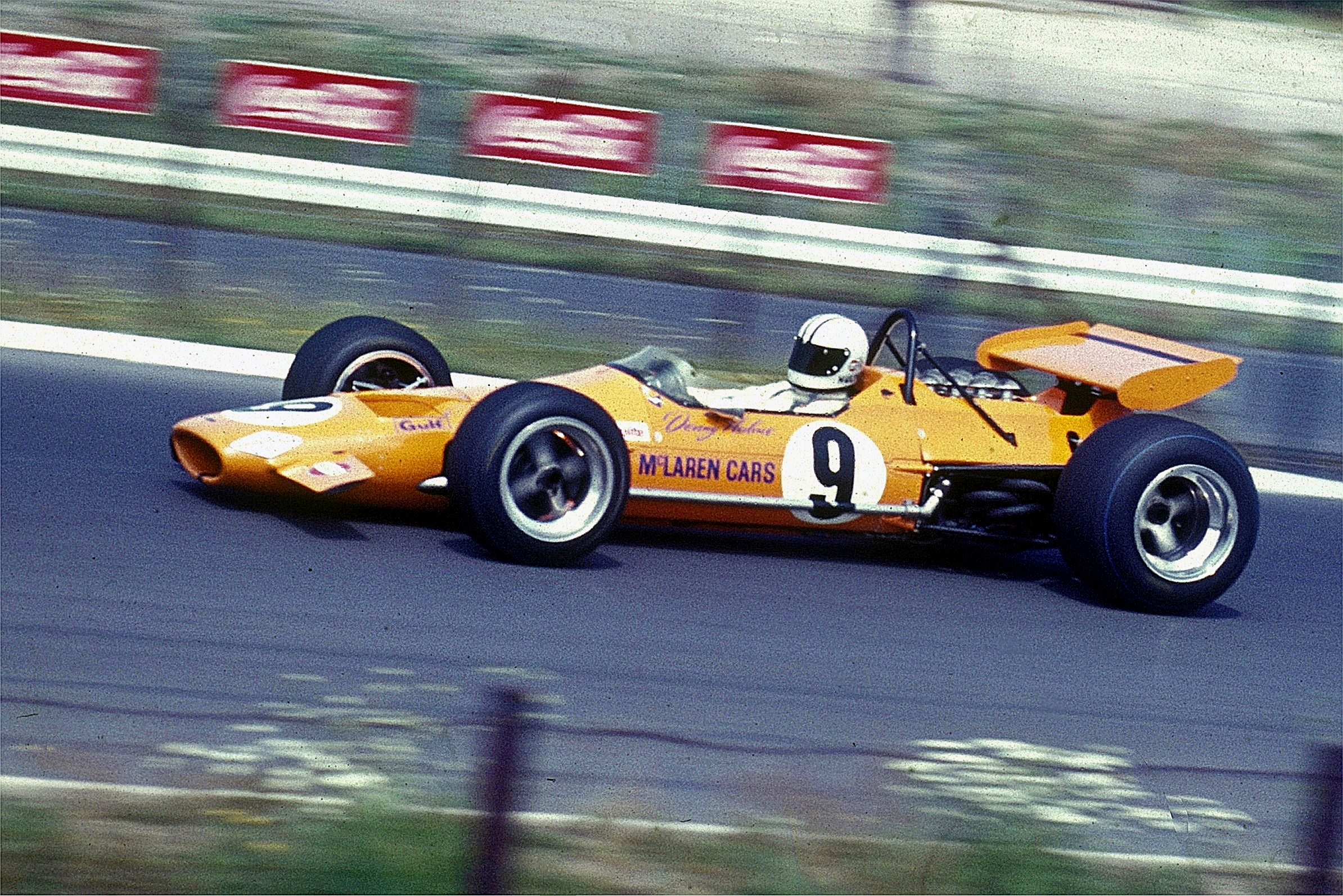
Denny Hulme sur McLaren au Nurburgring en 1969

- 11e victoire pour Brabham en tant que constructeur.
- 22e victoire pour Ford Cosworth en tant que motoriste.
- 4e et dernier Grand prix pour Gerhard Mitter qui décède dans un accident (perte d'une roue) lors des essais.
- Ce Grand Prix autorisa la participation de voitures de Formule 2 à classement séparé, sans attribution de points au championnat du monde.
- La course marque le retour d'Henri Pescarolo en course après son terrible accident du 16 avril 1969 sur le circuit du Mans au volant d'une Matra 640, qui lui valut plus de trois mois d'hôpital. Son retour est couronné de succès puisqu'il termine premier des Formule 2 et cinquième au classement général.